# Hermannia conradsiana
Hermannia conradsiana är en malvaväxtart som beskrevs av Adolf Engler. Hermannia conradsiana ingår i släktet Hermannia och familjen malvaväxter. Inga underarter finns listade i Catalogue of Life.